# Roos Field

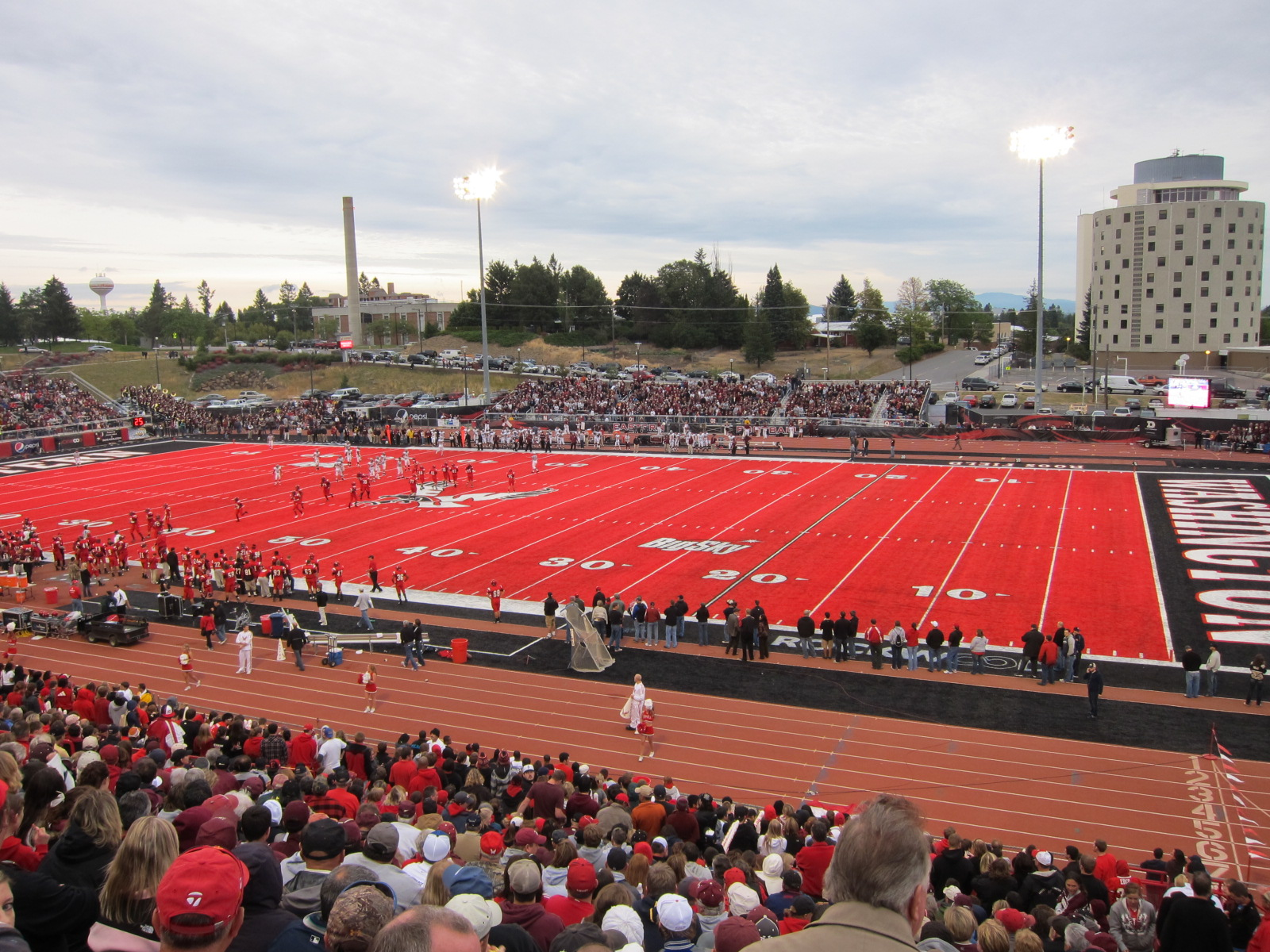
Detail nového povrchu SprinTurf.

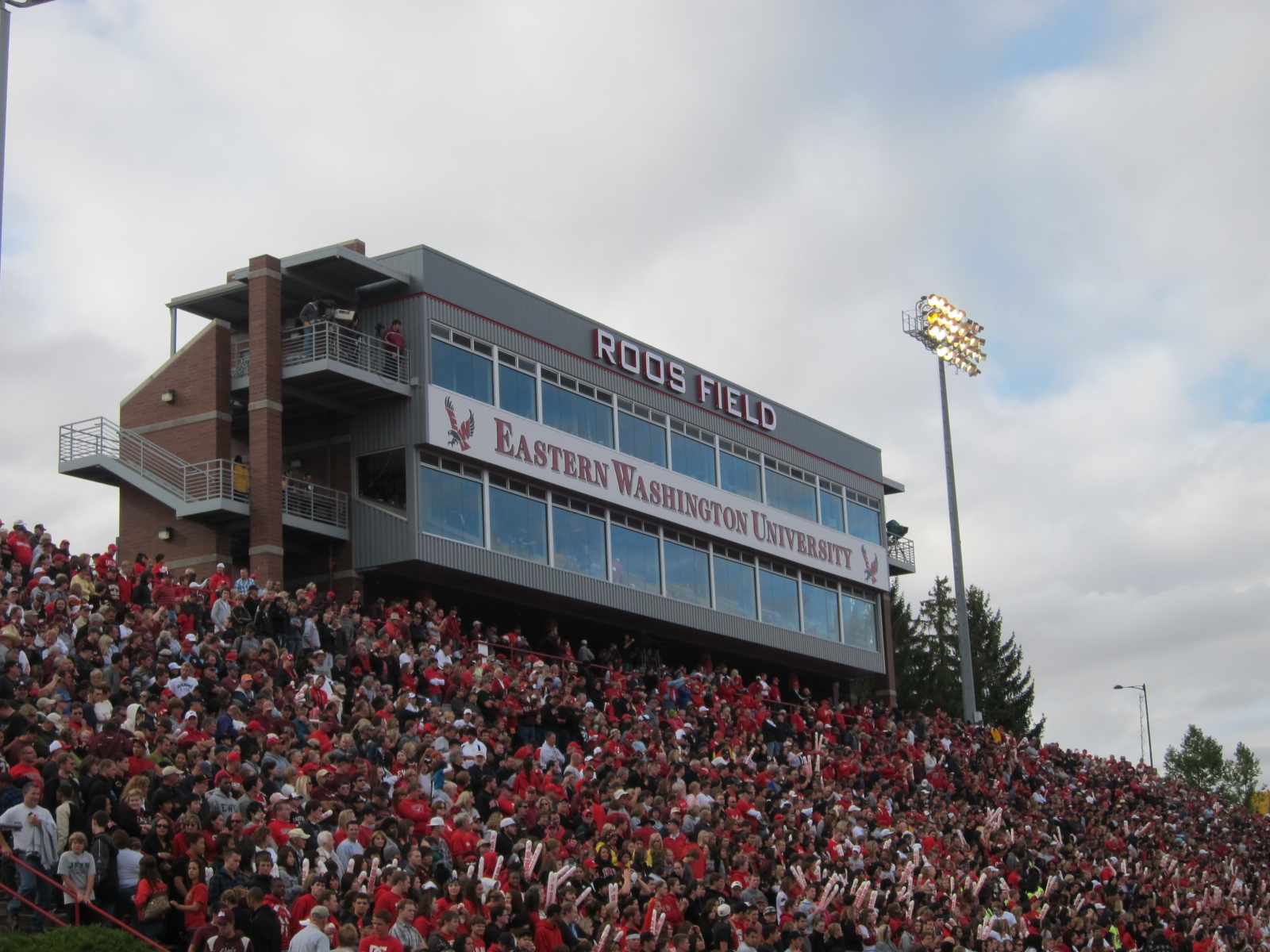
Detail budovy se skyboxy a prostory pro media.

Roos Field je venkovní univerzitní fotbalový stadion na kampusu Eastern Washington University v Cheney v americkém státě Washington. Své domácí zápasy zde hraje fotbalový tým Eastern Washington Eagles, který reprezentuje univerzitu v konferenci Big Sky v první divizi univerzitní soutěže NCAA. Od otevření stadionu v roce 1967 se týmu podařilo doma vyhrát 112krát, prohrát pouze 51krát. Renovace roku 2004 zvýšila momentální počet míst k sezení na 8 700, na některé zápasy se navíc instalují dočasné tribuny, které mohou zvýšit kapacitu na 12 tisíc.

## Název
Stadion byl postaven jako Woodward Field na počest bývalého fotbalového a basketbalového kouče Eagles Arthura C. Woodwarda. Tehdy nahradil původní Woodward Field, který stál nedaleko dnešní Kennedyho knihovny. Stadion byl přejmenován před začátkem sezony 2010 na počest Michaela Roose, hvězdného hráče Tennessee Titans, který před svou profesionální kariérou hrál za Eagles a poté se stal hlavním sponzorem instalace červeného povrchu SprinTurf.

## Renovace
V roce 2004 podstoupil stadion masivní renovaci, při níž byla vylepšena veřejná zázemí, box pro novináře, přidány nové šatny a zvýšena kapacita stadionu. Skyboxy a prostory pro media byly druhou fází třífázového projektu za 4,5 milionu dolarů. První fází přitom byla renovace vstupu na stadion a pokladen, která proběhla už o dva roky dříve a sponzoroval ji stát. Ve třetí fázi byla zvýšena kapacita stadionu na 8 700 za pomoci jak veřejných peněz, tak dotací. Scott Barnes poté prohlásil, že univerzita skyboxy pronajme právě sponzorům, kteří za pět let zaplatí 30 tisíc dolarů. Skyboxy jsou částí dvoupatrové struktury, která nahradila 10x menší původní budovu pro media, a kromě nich se v ní nachází právě také boxy pro novináře. Zatímco skyboxy se nachází v přízemí budovy, prostory pro media a trenéry v horním patře. V každém skyboxu může sedět 12 lidí, ale vejde se jich tam více, dále také obsahují televizi, ledničku a hi-fi soupravy.

## Návštěvnost
V září 2010 navštívilo zápas mezi Eagles a Montana Grizzlies, který domácí vyhráli 36:27, 11 702 diváků, což je rekordní návštěva Roos Fieldu. Jednalo se také o první zápas na novém červeném povrchu, který brzy dostal přezdívku „The Inferno“, neboli peklo. Rok 2011 překonal rekord v průměrné návštěvnosti na zápas, která činila 8 889 diváků.

## Červený trávník
V únoru 2010 informovala sportovní TV stanice ESPN o plánech univerzity na nahrazení přírodního povrchu červeným trávníkem SprinTurf, čímž se po Boise State University v Idahu stane teprve druhou univerzitou v NCAA bez zeleného trávníku na fotbalovém stadioně. Výběr peněz začal už v lednu téhož roku a absolvent univerzity, profesionální fotbalista Michael Roos přispěl 500 tisíci dolary. Další absolvent, Colin Cowherd, který pracuje v ESPN se také připojil a přispěl na nový povrch. V květnu 2010 odsouhlasila správa univerzity změnu názvu stadionu na Roos Field.

## Budoucí změny
Na jaře 2010 oznámilo sportovní oddělení univerzity, že brzy nahradí starý ukazatel skóre z roku 1967 modernějším video ukazatelem, který bude na jižní straně stadionu.
Další změnou bude nahrazení sedaček na západní straně stadionu, které byly instalovány roku 1992. Nová tribuna zvýší celkovou kapacitu stadionu na 14 tisíc diváků, přidání dalších sedaček na jih stadionu na celkových 15 500 diváků.